# 江日昇
江日昇（？—？），字東旭，一名林敬夫，福建泉州惠安縣人，清朝歷史作家，寫有記錄臺灣歷史的《臺灣外記》。

## 生平
江日昇為康熙五十二年（1713年）恩科解元。他以明末清初1621年到1683年的明鄭時期歷史發展為核心著《臺灣外記》，凡六十三年間事，依年編次，並於文字敘述中不時用附註、附記、按語補充說明。作者在其自序寫：「閩人說閩事，以應纂修國史者採擇焉」、「就其始末，廣搜輯成」，為記載晚明鄭氏家族最詳細的作品。此書版本甚多，1959年臺灣銀行經濟研究室出版「臺灣文獻叢刊」版的《臺灣外記》十卷，是方豪根據七種版本合校而來。

## 家庭
江日昇其生父有兩種說法：
陳大道認為江日昇為父親林兆麟，曾化名江美鼇隨明將鄭彩護衛南明弘光帝，康熙十六年（1677年）降清，其後往廣東連平州任職。陳大道推測江日昇自幼隨父親姓江，縱使日後父親恢復本姓，但他慣用江日昇。方豪則認為江日昇原姓林，字敬夫，林兆麟是他生父，惠安前型人。而江美鼇是其寄父或後父，同安高浦所人，因姓江，遂改名日昇，字東旭。